# Im Namen der Meerjungfrau
Im Namen der Meerjungfrau (jap. ミオの名のもとに Mio no Na no Moto ni) ist eine Manga-Serie der Autorin Yoshino Fumikawa und der Zeichnerin Miya Tashiro. Sie erschien in Japan von 2020 bis 2023 und wurde ins Deutsche und Englische übersetzt. Die Shōjo-Serie erzählt von einer Meerjungfrau in einer Welt, in der Fabelwesen wie sie geächtet und unterdrückt werden.

## Inhalt
Ihren Verlobten, den Prinzen Chika von Aquatia, hat Prinzessin Mio noch nie getroffen. So kennt er auch ihr Geheimnis nicht: Sie ist eine Meerjungfrau. Im Reich Broggnig ist jedoch jede Form von Magie geächtet, auch Meerjungfrauen, und Fabelwesen werden unterdrückt. Um ihre Identität geheim zu halten, erhält sie Medikamente, die sie kurzzeitig als Mensch erscheinen lassen. Auch ihre magischen Fähigkeiten soll sie loswerden. Als ihr Tutor wurde Yuri Van engagiert, der ihr die Gewohnheiten von Aquatia vermitteln soll. Der junge Mann stellt sich nicht nur als strenger Lehrer heraus, sondern als der erste Mensch, der sich wirklich um die Prinzessin sorgt. Schließlich führt er sie auch aus dem Schloss heraus. Er nimmt sie verbotenerweise ans Meer, das ihre Kräfte verstärkt, und geht mit ihr unter ihre Untertanen. Chika lernt ihr Selbst akzeptieren und will offen als Meerjungfrau leben. Doch ihr Vater lehnt das ab und bestraft sie dafür. Sie und Yuri fliehen aus dem Königreich, um die Welt zu erkunden. Sie lernen Freunde kennen und machen sich Feinde. Mio lernt ihre magischen Fähigkeiten zu beherrschen, kann damit Gefahren bewältigen und anderen helfen.

## Veröffentlichung
Die Serie startete im Dezember 2020 im Shōjo-Magazin Ribon. Dort erschienen die einzelnen Kapitel monatlich bis zum Abschluss des Mangas im März 2023. Der Verlag Shūeisha brachte die Kapitel auch gesammelt in sieben Bänden heraus. Eine deutsche Fassung wurde von März 2022 bis April 2024 von Altraverse herausgegeben. Die Übersetzung stammt von Christina Rinnerthaler. Auf Englisch erscheint die Serie bei Viz Media.